# Bučkovy sady
Bučkovy sady (Ve Struhách, Park Willyho Brandta) jsou bývalé veřejné sady v Praze 6-Bubenči, které se rozkládaly západně od ulice Chittussiho. Z jihu je ohraničovala ulice Rooseveltova (původně Bučkova) a ze severu ulice Antonína Čermáka. V severní části sadů stojí budovy dvou léčeben (LDN), mateřská škola a tenisové kurty, v západní části jsou rodinné vily. Pouze v jižní části při ulici Rooseveltova zůstal malý park Willyho Brandta.

## Historie
Roku 1786 zakoupil Josef Ignác Buček z Heraltic (1741–1821) v Předním Ovenci (Bubeneč) rozsáhlé pozemky se dvory čp. 1 a čp. 6. Uprostřed této nezastavěné a pouze zemědělsky využívané půdy se nacházela roklinka zvaná Ve struhách, ve které pramenil bezejmenný potok. Svahy roklinky a její okolí inspirovaly nového majitele k založení veřejného parku podle vzoru anglických romantických parků – při úpravách zde vznikly promenádní aleje a klikaté cesty mezi keři a skupinami stromů. Bučkův přítel Josef Emanuel Canal de Malabaila (1745–1826) v té době zakládal na území Vinohrad zahradu Kanálku a další jejich vrstevník baron Jakub Wimmer (1754–1822) dal vzniknout Wimmerovým sadům. V Karlíně Jan Ferdinand ze Schönfeldu (1750–1821) otevřel park Rosenthal (Růžodol).

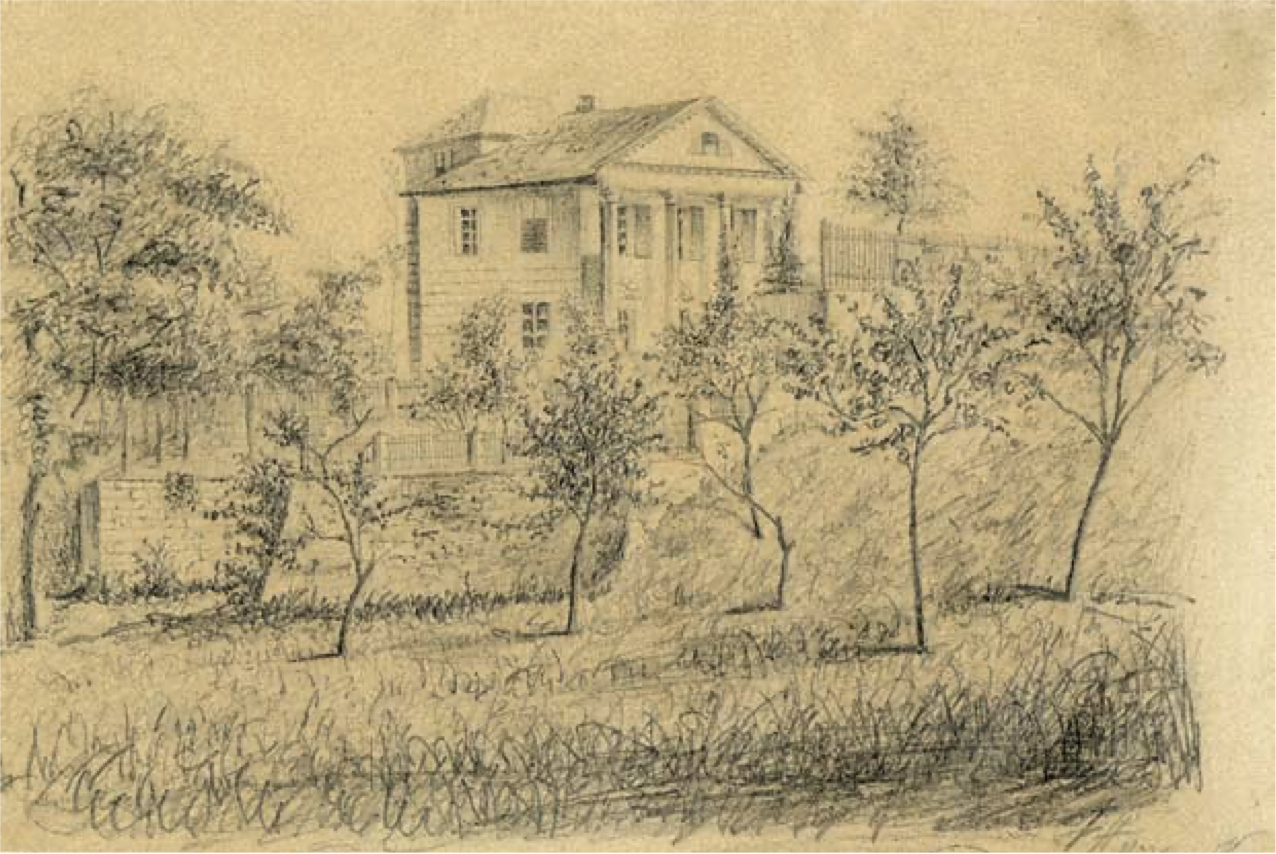
Empírová vila

Na vyvýšeném místě v severovýchodní části sadů stála od roku 1793 empírová vila s výrazným sloupovým portikem, která sloužila pro výletníky jako pohostinství – zahradník v ní prodával občerstvení (smetanu a chléb), uvařil kávu z donesených zrnek a čepoval pivo. Sládek v purkrabském pivovaře František Hamous se roku 1793 dožadoval zastavení „šenku piva v Bučkově zahradě“ z důvodu konkurence. Když roku 1810 koupil Buček hostinec Na seníku, ve kterém se čepovalo purkrabské pivo, důvody ke stížnostem zanikly. Před vilou v místech pozdějších tenisových kurtů byla vyhlídka s květinovými záhony.

### Po smrti zakladatele
Po smrti Josefa Ignáce Bučka jeho dědicové o park zpočátku pečovali. Nejprve se o sady až do října 1837 staral syn Mořic Buček z Heraltic, který byl také majitelem celého statku Přední Ovenec a jmenovitě již stojících domů čp. 27 a 28 (nyní Nizozemské velvyslanectví). 
Po jeho smrti připadl majetek majiteli domu čp. 6 Johannu Schlöchtovi z Heraltic (* 1801 Příbor) a jeho manželce Barboře (*1807) rozené Föllichové, kteří měli tři děti: Mořice (*1837), Barboru (*1839) a Johanna (*1847). 
Statek i sady zdědil pak tento syn Jan Schlöcht z Heraltic (36 let starosta Bubenče). Za jeho vlastnictví sady zpustly a zdivočely. Od 90. let 19. století byly pozemky po částech rozprodávány. Továrník Hoyermann zde zřídil továrnu na umělá hnojiva (fosfáty a moučku Thomasovu, již zaniklo), u ní byla roku 1890 postavena vila čp. 95, nyní ‎Kanadské velvyslanectví. Restaurace „Zur Quelle“ (U pramene, stavitelem byl pravděpodobně František Henner, přístavby provedl Alois Potůček) vznikla o rok později. 
Roku 1888 byl v severní části sadů založen nový bubenečský hřbitov a roku 1894 psychiatrická léčebna MUDr. Leopolda Kramera – Kramerovo sanatorium (poté LDN čp. 144). Sanatorium využívalo část sadů se stromy a potůčkem jako terapeutické místo pro vycházky pacientů.

### Po roce 1900
Na většině plochy sadů však byly během první poloviny 20. století postaveny rodinné vily v zahradách (mezi ulicemi Rooseveltova, Terronská a Na Marně). Z cesty Bučkovými pozemky ve směru východ-západ vznikla ulice, v letech 1911–1940 zvaná Bučkova (později Rooseveltova).
Pramen na jihozápadním konci parku byl zdrojem vody pro první bubenečský vodovod. Terén byl zarovnán a v místech mateřské školy v Terronské ulici stála od roku 1901 bubenečská vodárna. Empírová vila na severním konci parku byla zbořena roku 1937 a nahradila ji novostavba.

## Současnost

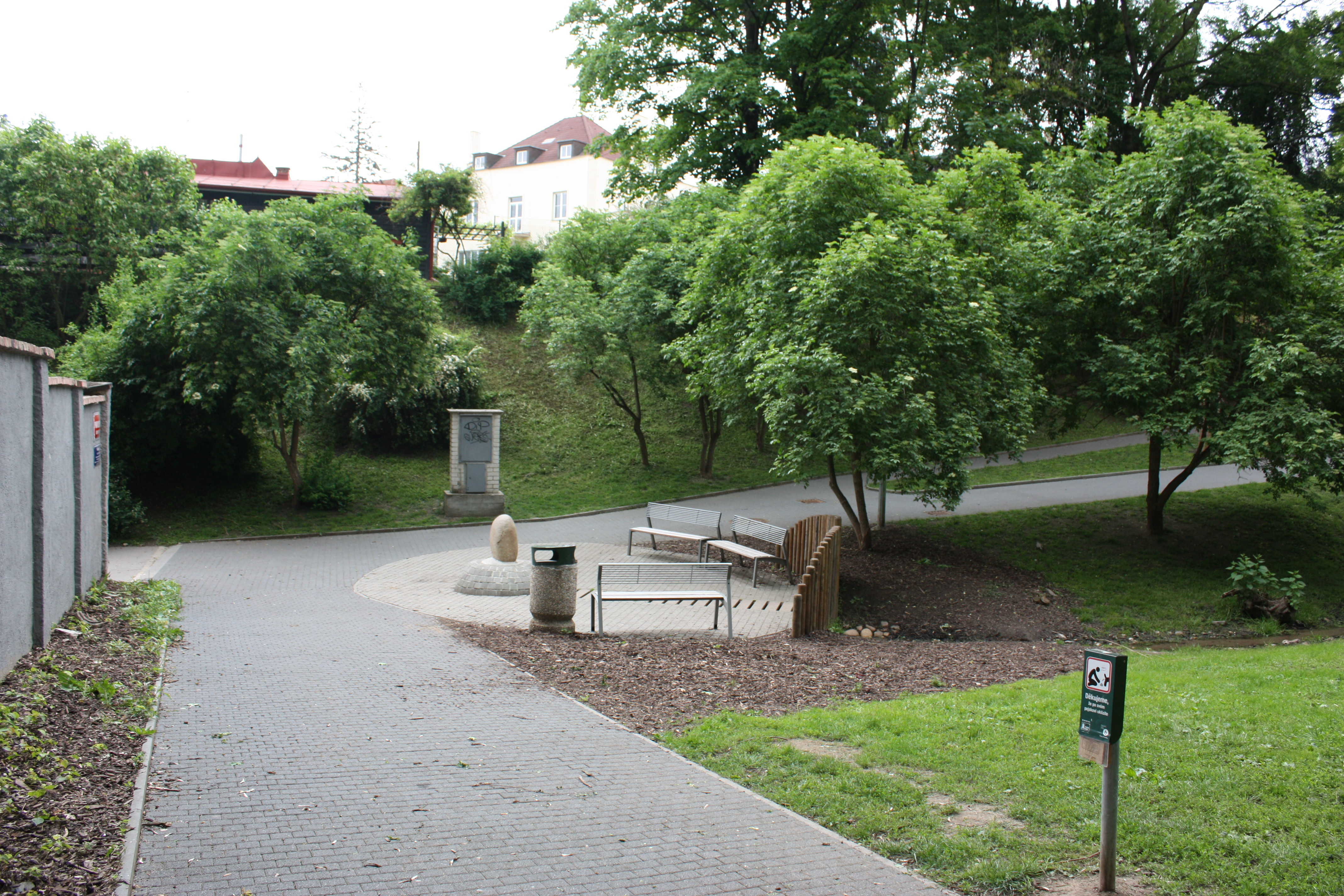
Park Willyho Brandta, úprava místa, kde vodní tok ze „struh“ mizí pod zem

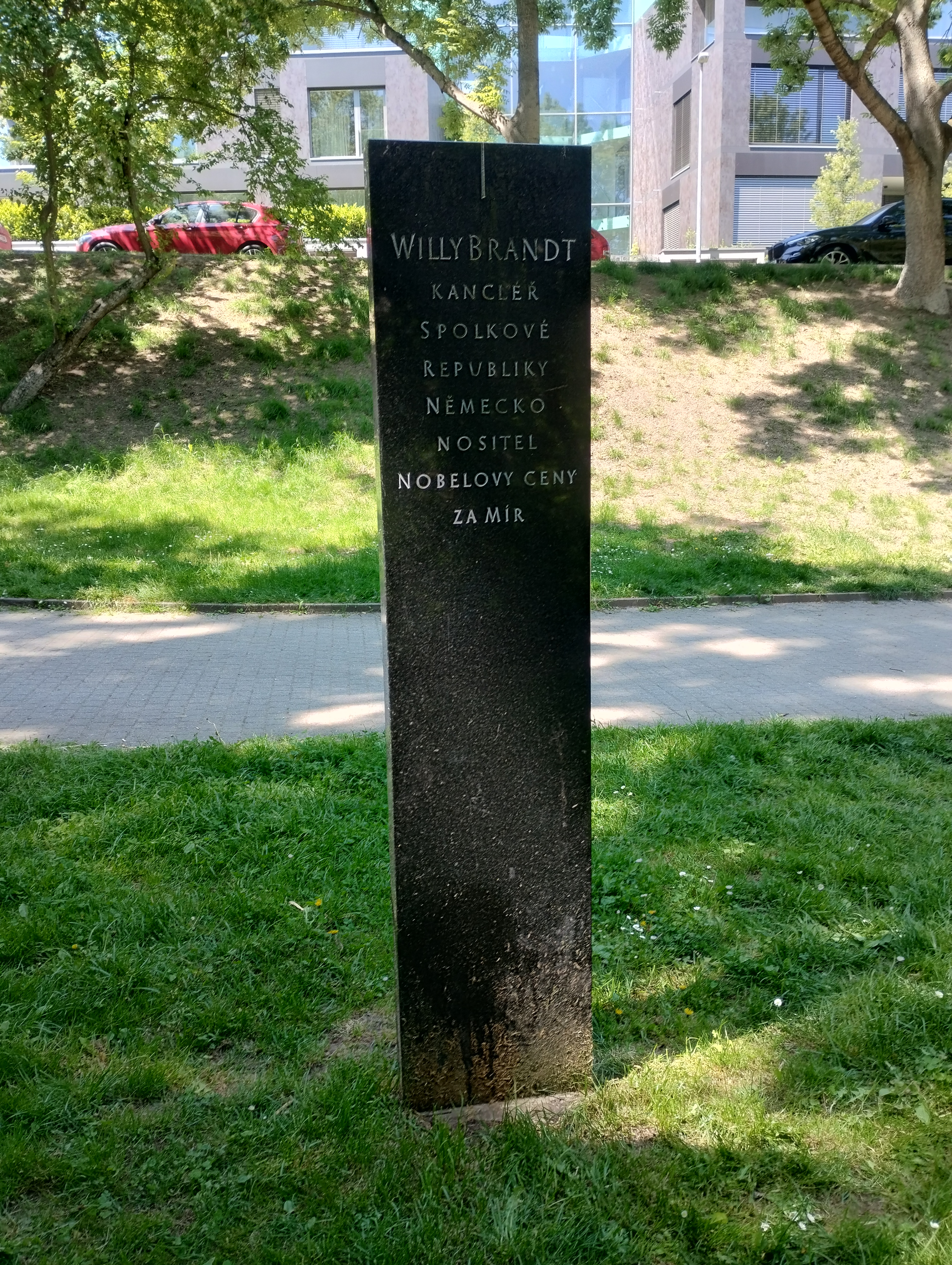
Pomník Willimu Brandtovi v dnešním parku Williho Brandta

Ze sadů se dochovala pouze rokle s potůčkem, který zde pramení několika prameny (další pramen má v areálu nemocnice), a malá parkově upravená plocha. Tato veřejnosti dostupná část bývalých sadů nese od října 2011 jméno bývalého kancléře Spolkové republiky Německo a nositele Nobelovy ceny míru Willyho Brandta. Název prameniště Ve Struhách dnes připomíná ulice, která však začíná až za ulicí A. Čermáka. Její jižní část v místech bývalých sadů od ní byla oddělena v roce 1930 a od roku 1952 nese název krajináře A. Chittussiho.
Areál nemocnice s léčebnou dlouhodobě nemocných (LDN) s neveřejnou částí bývalých Bučkových sadů byl nejpozději od roku 2016 v majetku skupiny Penta, která prosazovala změnu územního plánu, aby po přemístění LDN (do polikliniky v Břevnově) mohla areál zbourat a území zastavět bytovými domy.